# 25370 Karenfletch
A 25370 Karenfletch (ideiglenes jelöléssel 1999 TW144) a Naprendszer kisbolygóövében található aszteroida. A LINEAR projekt keretében fedezték fel 1999. október 7-én.